# 東京都立墨田特別支援学校
東京都立墨田特別支援学校（とうきょうとりつ すみだとくべつしえんがっこう）は、東京都墨田区に所在する都立の特別支援学校である。知的障害のある児童・生徒を対象としており、小学部・中学部・高等部を設置している。

## 沿革
1978年（昭和53年）4月、「東京都立墨田養護学校」として、東京都立水元養護学校の施設を借用して開校した。1979年（昭和54年）3月に現在地である東京都墨田区八広に移転し、授業を開始した。
開校当初は5学級・31名でスタートしたが、児童・生徒数は年々増加し、創立40周年を迎えた2017年（平成29年）度には、55学級・291名となった。
2008年（平成20年）には、校名を「東京都立墨田特別支援学校」に改称した。

## 概要
- 7台のスクールバスを運行している。
- 令和11年度（2029年）に墨田地区第二特別支援学校（仮称）が開校することに伴い、小学部・中学部は新校へ移転し、本校は高等部単独校となる予定である[4]。

## 児童・生徒数
|        | 児童生徒数 | 学級数 |
| ------ | ---------- | ------ |
| 小学部 | 174名      | 36     |
| 中学部 | 74名       | 15     |
| 高等部 | 126名      | 19     |
| 合計   | 374名      | 70     |

## 通学区域
小・中学部
- 墨田区
  - 石原、亀沢、菊川、錦糸、江東橋、太平、立川、千歳、緑、横網、両国以外の地域
- 台東区
  - 秋葉原、浅草橋、蔵前一、台東一、柳橋以外の地域
- 荒川区
  - 西尾久、東尾久、町屋二～六、荒川五～六、東日暮里五～六、西日暮里一～六以外の地域
- 足立区
  - 千住桜木、千住元町、千住大川町、千住柳町、千住寿町、千住龍田町、千住中居町、千住緑町、千住橋戸町、千住河原町、千住仲町、千住宮元町、日ノ出町、千住、千住旭町、柳原、千住東、千住関屋町、千住曙町

高等部
- 墨田区全域
- 台東区全域
- 荒川区
  - 西尾久、東尾久、町屋二～六、荒川五～六、東日暮里五～六、西日暮里一～六以外の地域
- 足立区
  - 千住桜木、千住元町、千住大川町、千住柳町、千住寿町、千住龍田町、千住中居町、千住緑町、千住橋戸町、千住河原町、千住仲町、千住宮元町、日ノ出町、千住、千住旭町、柳原、千住東、千住関屋町、千住曙町

## スクールバスコース
- 北千住コース
- 町屋コース
- 御徒町コース
- 押上コース
- 浅草コース
- 上野コース
- 三ノ輪コース[7]